# Лотіан Ніколсон
Лотіан Ніколсон (англ. Lothian Nicholson; 19 січня 1827 — 27 червня 1893) — британський генерал-лейтенант, губернатор Гібралтару.

## Історія
Син Джорджа Томаса Ніколсона та його дружини Анни Елізабет Сміт, дочки Вільяма Сміта. Навчався в школі містера Меллесона в Гові та в Королівській військовій академії у Вуліджі. У 1846 році Ніколсон був зарахований до Королівського корпусу інженерів. У 1855 році його відправили на Кримську війну, де він брав участь в Облозі Севастополя.
У 1857 році Ніколсон вирушив до Калькутти, щоб допомогти придушити Повстання в Індії. Він був присутній під час взяття Лакхнау.
У 1861 році його призначили командувати Королівськими інженерами в Лондонському окрузі, а потім Королівськими інженерами в Гібралтарі з 1868 року. Пізніше того ж року він став помічником генерал-ад'ютанта Королівських інженерів в Ірландії.
У 1878 році він став віце-губернатором Джерсі, а в 1886 році — генерал-інспектором укріплень. У 1891 році він став губернатором Гібралтару: він помер на посаді в 1893 році і похований там на Північному кладовищі.
Серед його дітей були генерал-майор сер Сесіл Лотіан Ніколсон, який командував дивізією під час Першої світової війни, та адмірал сер Дуглас Роміллі Лотіан Ніколсон, який командував кількома бойовими ескадрами під час Першої світової війни.